# Vilela de Magalhães

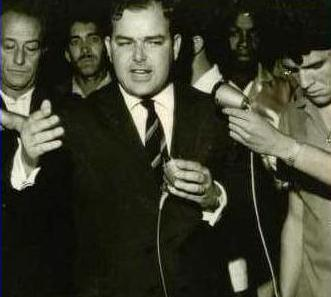
Hamilton Magalhães em discurso.

Hamílton Vilela de Magalhães (Santo Antônio da Platina, 7 de fevereiro de 1935 — Curitiba, 9 de junho de 2017) foi um engenheiro civil e político brasileiro que foi senador pelo Paraná.

## Dados biográficos
Filho de José Vilela de Magalhães e Marieta Castanheira de Magalhães. Formado em Engenharia Civil em 1961 na Universidade Federal do Paraná, assumiu a chefia do 14º Distrito Rodoviário em Paranavaí exercendo a função por quatro anos até ingressar na ARENA e eleger-se suplente de deputado federal em 1966 e suplente do senador Matos Leão em 1970. Nomeado diretor do Departamento de Estradas de Rodagem do Paraná pelo governador Emílio Gomes em 1974, tornou-se senador em 23 de maio de 1978 após a renúncia do titular para assumir uma diretoria do Banco do Brasil responsável pelos estados do Paraná e Santa Catarina.
Eleito deputado federal em 1978, fora efetivado anteriormente após a eleição de Moacir Silvestri para prefeito de Guarapuava em 1968. Com o fim do bipartidarismo ingressou no PP e depois foi candidato a governador do Paraná pelo PTB em 1982, sem obter sucesso. Fora da política retomou as atividades como engenheiro civil e em 2009 fundou a Academia Brasileira das Letrinhas. 